# Curves

Logo der Zeitschrift

Curves -  soulful driving ist ein seit 2011 im Delius Klasing Verlag erscheinendes Magazin. Die Zeitschrift erscheint seit 2011 ein- bis zweimal im Jahr und wurde mit mehreren Design-Preisen ausgezeichnet.
Der Fotograf Stefan Bogner konzipierte die Zeitschrift als Reisemagazin, der Focus liegt auf Passstraßen in den Alpen. In Form eines Reiseberichtes und gegliedert in mehrere Tagesabschnitte werden die verschiedenen überquerten Pässe vor allem in Fotos vorgestellt. Daneben ergänzen Landkarten, Profile der Passstraßen sowie weitere touristische Informationen die Darstellung. Kennzeichen aller Fotos ist das Fehlen von Kraftfahrzeugen und Menschen.
Die erste im Jahr 2011 erschienene Ausgabe war als Corporate Magazine der Mercedes-AMG GmbH entworfen. Diese Ausgabe beschäftigte sich mit der Route des Grandes Alpes zwischen Lausanne und Nizza. Im Herbst 2012 erfolgte eine zweite überarbeitete Auflage die von der Goodyear Dunlop GmbH herausgegeben wurde.
Die zweite Ausgabe erschien im Jahr 2012 und wurde von der Goodyear Dunlop GmbH herausgegeben. Unter dem Titel „Borders >> Entlang der Schweizer-Italienischen Grenze“ werden Alpenpässe zwischen Schluderns und dem Grossen Sankt Bernhard vorgestellt. In der zweiten komplett überarbeiteten Auflage dieser Ausgabe werden Fotos von einem Porsche 906 und einem Lamborghini Miura gezeigt.
Die dritte Ausgabe 2013 mit dem Titel „Norditalien >> Lombardei, Venetien, Südtirol“ porträtierte Alpenpässe zwischen Bormio, Gardasee und Cortina d’ Ampezzo.
Die 2014 erschienene vierte Ausgabe „Pyrenäen“ zeigt Pässe zwischen Banyuls und Biarritz. 2015 erschienen die Ausgaben 5 „Österreich“ und 6 „Kalifornien“ und die erste Ausgabe wurde neu fotografiert neu aufgelegt. 2016 erschienen die Ausgaben 7 (Sizilien) und 8 (Schottland).
Die 9. Ausgabe (2017) präsentiert malerische Küstenstraßen auf der Route von Emden über Hamburg und Sylt bis nach Dänemark. Die ebenfalls 2017 erschienene 10. Ausgabe zeigt Buchten sowie Berg- und Küstenstraßen der spanischen Insel Mallorca. Mitte Oktober 2019 erscheinen Ausgabe 11 (Denver, San Francisco) und Ausgabe 12 (Thailand). 2020 erschien die Ausgabe 13 mit dem Thema „Süddeutschland“.

## Auszeichnungen
- Deutscher Designer Club Gold 2011 in der Kategorie „Marketingkommunikation“
- iF Communication Design Award 2012
- Best of Corporate Publishing Shortlist-Nominierung 2012 im Bereich „Specials und Annuals Corporate Magazine Industrie“
- Art Directors Club Bronze 2011 in der Kategorie „Editorial Print Ausgabe“
- red dot design award 2012 Kategorie: „Best of the best“
- German Design Award 2015 in der Kategorie „Excellent Communications Design Editorial“[1]